# Srbska despotija
Srbska despotija (srbsko Српска деспотовина/Srpska despotovina) je bila srednjeveška srbska država v prvi polovici 15. stoletja. Čeprav se za konec srednjeveške Srbije na splošno šteje bitka na Kosovskem polju leta 1389, se je Despotija kot naslednik Srbskega cesarstva in Moravske Srbije obdržal še šestdeset let in pomenil kulturno in politično renesanso preden ga je leta 1359 osvojilo Osmansko cesarstvo. Pred osvojitvijo je imela despotija nominalno suveren položaj do Osmanskega cesarstva, Bizantinskega cesarstva in Ogrskega kraljestva. Po osmanski zasedbi despotije leta 1359 je še naprej živel v izgnanstvu v sredjeveškem Ogrskem kraljestvu do sredine 16. stoletja. Zadnji despot Srbije je bil Pavle Bakić, ki sta ga priznavala tako Osmansko kot Habsburško cesarstvo.

## Zgodovina

### Ustanovitev
Kneza Lazarja, ubitega v bitki na Kosovskem polju 28. junija 1389, je nasledil sin Stefan Lazarević. Bil je še mladoleten, zato je v njegovem imenu kot regentka vladala njegova mati, knjeginja Milica. Bila je modra in diplomatska ženska, ki je uspela izogniti se grožnjam Osmanskega cesarstva, v katerem so po bitki na Kosovskem polju in smrti in umoru sultana Murata I. izbruhnili nasledstveni spori. Hčerko Olivero je poročila z Muratovim naslednikom Bajazidom I.
Po bitki je Srbija leta 1390 ali 1391, odvisno od vira, postala vazal Osmanskega cesarstva. Stefan Lazarević se je obvezal, da bo sodeloval v obrambi Osmanskega cesarstva, če bo to od njega zahteval sultan. Maja 1395 je sodeloval v bitki na Rovinah proti vlaškemu knezu Mircei I. in leta 1396 v bitki pri Nikopolju proti ogrskemu kralju Sigismundu. Sultan Bajazid ga je za zasluge nagradil z večino ozemlja Vuka Brankovića na Kosovu.
Ko je v Osmansko cesarstvo vdrla Timurjeva vojska, je Stefan Lazarević sodeloval tudi v bitki pri Ankari leta 1402, v kateri je bil Bajazid ujet. Stefan seje na poti domov ustavil v Konstantinoplu, kjer mu je bizantinski cesar Manuel II. Paleolog podelil naslov despot. Pred tem se je naslov despot podeljeval samo vladarjem bizantinskih vazalnih držav. Ker je bilo Bizantinsko cesarstvo v tistem času prešibko, da bi vzpostavilo svojo oblast v Srbiji, Srbija uradno ni bila bizantinska vazalna država. Stefan Lazarević je naslov kljub temu privzel kot naslov srbskih monarhov.

### Stefan Lazarević

#### Utrditev oblasti
Med bivanjem v Konstantinoplu se je Stefan Lazarević sprl s svojim nečakom Đurađem Brankovićem, sinom Vuka Brankovića, ki je bil v Stefanovem spremstvu in so ga nato aretirale osmanske oblasti. V spremstvu je bil tudi Stefanov brat Vuk Lazarević. Na poti v Srbijo sta zavila na Kosovo, kjer ju je v Tripolju pri samostanu Gračanica napadla vojska Đurađevih pristašev. Lazarević je bitki zmagal. Ko sta brata prišla do Novega Brda, sta se sprla in Vuk je prestopil na osmansko stran. V evropskem delu cesarstva je takrat vladal Bajazidov drugi sin Sulejman Čelebi, ki se je za oblast boril s še tremi svojimi brati.
Stefan je računal, da se bo po smrti Bajazida I. v Osmanskem cesarstvu začelo brezvladje in bitke za prestol, zato je na začetku leta 1404 prestopil na ogrsko stran kot vazal ogrskega kralja Sigismunda. Kralj mu je zato podelil Beograd, Mačvo in trdnjavo Golubac. Beograd je po kralju Dragutinu drugič postal prestolnica Srbije.
Naslednjih nekaj let so zaznamovali dogodki iz Stefanovega zasebnega življenja. Stefan je uspel osvoboditi svojo sestro in Bajazidovo vdovo Olivero. Leta 1404 se je spravil z bratom Vukom in se leta 1405 poročil s Katarino Gattilusio, hčerko vladarja Lesbosa Francesca II Gattilusia. Tistega leta je umrla Stefanova mati Milica.
Leta 1408 sta se brata ponovno sprla. Vuk je skupaj s sultanom Sulejmanom in Brankovićevo družino na začetku leta 1409 napadel Stefana. Stefan je med obleganjem Beograda prepustil bratu južni del Srbije in ponovno sprejel osmansko vazalstvo. Ko se je Musa Čelebi uprl svojemu bratu Sulejmanu, se je Stefan v bitki pri Kosmidionu pri Konstantinoplu leta 1410 boril na Musovi strani in bil poražen. Sulejman je poslal Vuka in Đurađevega brata Lazarja v Srbijo, da bi tam pred Stefanovo vrnitvijo prevzela oblast, vendar so ju Musovi simpatizerji ujeli in julija 1410 usmrtili. Ko je Manuel II. Stefanu ponovno potrdil pravice despota, se je Stefan vrnil v Beograd in priključil Vukovo ozemlje.
Leta 1410 je kralj Sigismund osvojil velik del severovzhodne Bosne. Stefanu Lazareviću je leta 1412 ali 1413 za zasluge in zvestobo prepustil Srebrenico in njeno okolico.
Ko je Musa Čelebi postal samooklicani sultan evropskega dela Osmanskega cesarstva, je na začetku leta 1412 napadel Srbijo, vendar je bil v bitki s Stefanom pri Novem Brdu na Kosovu poražen. Stefan je po zmagi pozval Mehmeda Čelebija, sultana anatolskega dela Osmanskega cesarstva, da skupaj napadeta Muso. S podporo Ogrske sta v bitki pri Čamurluju pri Vitoši v sedanji zahodni Bolgariji premagala Muso, ki je v bitki padel. Stefan je za nagrado dobil mesto Korojin pri Nišu in srbsko-bolgarsko Znepolje. Stefan je naslednjih dvanajst let vzdrževal dobre odnose s sultanom, kar je omogočilo okrevanje srednjeveške Srbije.
28. aprila 1421 je Stefanov nečak in vladar Zete Balša III. umrl brez naslednika in pred smrtjo svoje ozemlje prepustil stricu Stefanu. S tem in prejšnjimi pridobitvami ozemlja (Beograd, Srebrenica...) je Srbija vzpostavila oblast nad večino svojih etničnih ozemelj, ki jih je posedovala pred kosovsko bitko.
Leta 1425 je Osmansko cesarstvo napadlo Srbijo in opustošilo dolino Južne Morave, bosanski kralj pa je poskušal osvojiti Srebrenico, vendar mu to ni uspelo. Despot Stefan je udaril po osmanskih napadalcih in s pogajanji s sultanom dosegel umik osmanske vojske. Napad je bil prvi zlovešč znak prihodnih dogodkov.

#### Renesansa
Vladavina pesnika, misleca in umetnika Stefana Lazarevića je bila obdobje obnove umetnosti v Srbiji. Stefan Lazarević sam je napisal eno od največjih srednjeveških srbskih del z naslovom Slovo ljubve (Beseda ljubezni) in imel eno od največjih knjižnic na takratnem Balkanu. Politična stabilnost v Srbiji je bila rezultat Stefanove sposobnosti ohranjati zadržanost do Osmanskega cesarstva in Ogrskega kraljestva. K temu so pripomogli tudi zelo bogati rudniki srebra v Srebrenici in Novem Brdu, ki so bili med najbogatejšimi v Evropi.  Beograd je z več kot 100.000 prebivalci postal eno od največjih mest v Evropi.

### Đurađ Branković

#### Prvo vladanje
Ker despot Stefan ni imel otrok, je že leta 1426 za svojeg naslednika izbral Đurađa Brankovića, ki je prevzel oblast po Stefanovi smrti 9. julija 1427. Đurađ je bil že pred tem petnajst let druga oseba v despotiji. Leta 1429 ga je kot despota potrdil tudi bizantinski cesar Ivan VIII. Paleolog.
Srbija je morala po Stefanovi smrti Ogrski vrniti Beograd, Mačvo pa je lahko obdržala. Ker so bila bogata južna mesta, na primer Novo Brdo, preblizu Omanskega cesarstva, da bi lahko bila srbska prestolnica, se je Đurađ odločil zgraditi novo prestolnico. V Smederevu na Donavi in ogrski meji je zgradil mogočno trdnjavo.  Gradnja v letih 1428-1430 je postala vir številnih napačnih razlag zgodovine, povezane predvsem z Đurađevo ženo, Grkinjo Jerino. Njena brata naj bi imela preko nje velik vpliv na Đurađa, zato jo je ljudstvo sovražilo in ji pripisovalo veliko izprijenih in zlih lastnosti, vključno s to, da je bila gradnja Smedereva njena kaprica. V ljudskem pesništvu so jo imenovali Prekleta Jerina, čeprav v zgodovinskih virih nobena trditev ni potrjena.
Đurađ se je moral že naslednje leto po prihodu na oblast soočiti z osmanskim napadom na Srbijo. Napadalci so julija 1427 osvojili Kruševac in Niš, Dubočico, vključno z Leskovcem in večino Topliške krajine. Po nekajmesečnem neuspešnem obleganju Novega Brda so se umaknili.
Bosanski kralj Tvrtko II. se je novembra 1430 sprl z bosansko plemiško družino Zlatonosovići zaradi domnevnega sodelovanja Vukašina Zlatonosovića s Srbsko despotijo. Spor se je končal z Vukašinovo smrtjo in pobojem vseh članov njegove družine, kar je povzročilo spor s Srbsko despotijo. Spomladi leta 1433 je Đurađ k despotiji priključil dele Usore, vključno s trgovsko postajo Zvornik in trdnjavo Teočak.
Đurađ je leta 1433 svojo hčerko Katarino poročil z Ulrikom II. Celjskim, bližnjim sorodnikom ogrske kraljice, da bi Srbiji zagotovil boljše odnose s severno sosedo.  Hčerko Maro je poročil s sultanom Muratom II. Poroka je bila dogovorjena že leta 1433, vendar jo je Đurađ odlagal do leta 1435, ko so mu Osmani zagrozili z napadom. Po poroki je Murat II. prisegel mir med svojim cesarstvom in Srbijo.
Prisego je že dve leti kasneje prelomil. Leta 1437 je osmanska vojska prestopika srbske meje in začela ropati. Đurađ je izpogajal zanj neugoden mir in moral sultanu prepustiti Braničevo. Naslednje leto je sultan ponovno napadel. Tokrat mu je moral despot pepustiti Ždrelo in Višesav. Sklenjeni mir ni trajal nič dlje kot prejšnji.

#### Začasna osmanska zasedba
Leta 1439 je osmanska vojska na čelu z Muratom II. ponovno napadla in izropala Srbijo. Despot Đurađ je maja 1439 pobegnil na Ogrsko in obrambo Smedereva prepustil sinu Grgurju in Jerininemu bratu Tomažu Kantakuzenu. Po treh mesecih obleganja se je Smederevo 18. avgusta 1439 vdalo.  Novo Brdo se je upiralo še celi dve leti in se 27. junija 1441 vdalo. Po vdaji Novega Brda je edini svobodni del despotije ostala Zeta. Slednjo so kmalu zatem napadli Benečani in vojvoda Stefan Vukčić Kosača. Zadnje Đurađevo mesto je bilo osvojeno marca 1442.
Prvi osmanski guverner Srbije je bil Išak Beg, katerega je leta 1443 nasledil Isa-beg Isaković.

#### Vrnitev Đarađa Brankovića
Na Ogrskem je Đurađu Brankoviću uspelo pregovoriti ogrske voditelje, da iz Srbije izženejo osmanske okupatorje. Septembra 1443 je v Srbijo vdrla velika koalicijska ogrsko-srbsko-vlaška krščanska vojska pod poveljstvom Janosa Hunyadija, Đurađa Brankovića in Vlada II. Drakula, ki je štela okoli 25.000 mož iz Ogrske in Poljske, več kot 8.000 srbskih konjenikov in pešakov in 7.000 bosanskih konjenikov. Srbija je bila po podpisi Szegedskega mirovnega sporazuma 15. avgusta 1444 v celoti osvobojena. Meje so bile vrnjene na tiste iz leta 1437. Izjemi sta bili Zeta, ki je ostala pod beneško oblastjo, in trdnjava Golubac, ki je bila vrnjena Srbiji, čeprav je bila osvojena že leta 1427.
Bosanski kralj Tomaš je leta 1446 začel novo vojno z despotom Đurađem in uspel osvojiti Srebrenico. Septembra 1448 ga je porazila srbska vojska pod poveljstvom Tomaža Kantakuzena, osvobodila Srebrenico in osvojila Višegrad.
Težave despota Đurađa pri vzdrževanju ravnotežja med dvema močnima silama najbolje ilustrira dejstvo, da je leta 1447-1448 prispeval sredstva za popravilo konstantinopelskega obzidja, čeprav je bil osmanski vazal in je moral sultanu Mehmedu II. med obleganjem Konstantinopla maja 1453 poslati tisoč vojakov.
Novi osmanski sultan Mehmed II., kasneje znan po nadimku Osvajalec, je Srbiji leta 1451 kot znak dobre volje vrnil pokrajini Toplica in Dubočica in se istočasno začel pogajati o podlajšanju mirovnega sporazuma.
Mehmed II. je sredi julija 1454 brez preklica mirovnega sporazuma ponovno napadel Srbijo. Osvojil je večino osrednje Srbije, prestolnica pa je bila dobro pripravljena na napad. Ko so napadalci izvedeli, da bo Hunyadi prečil Donavo in prišel na pomoč Srbom, o prekinili obleganje Smedereva. Sultan se je s plenom in sužnji umaknili v Sofijo, glavnina njegove vojske pa je ostala v Kruševcu. Manjša srbska vojska pod poveljstvom vojvode Nikole Skobaljića je 24. septembra porazila osmansko vojsko v Leskovcu, glavnina srbske vojske pod poveljstvom Đurađa Brankovića in ogrske enote pod poveljstvom Janosa Hunyadija pa so uničile osmansko vojsko v Kruševcu in ujele njenega poveljnika Firuz-beja.
Uspehi so bili kratkotrajni. Malo vojsko Nikole Skobaljića je že 16. novembra uničila velika osmanska vojska in Skobaljića usmrtila. Zgodaj spomladi 1455 se je napad na Srbijo nadaljeval. Osmani so se tokrat osredotočili najprej na južno Srbijo. S težkim topništvom so oblegali Novo Brdo in ga po štirideset dneh bojev 1. junija osvojili.  Osmanska vojska je kmalu zatem okupirala celo južno Srbijo. Despot Đurađ je poskušal prepričati Ogre, naj začnejo novo križarsko vojno, vendar se je praznih rok vrnil v Smederevo. Na začetku leta 1456 je sklenil mirovni sporazum, po katerem je južna Srbija ostala pod osmansko oblastjo.
Nekaj mesecev po sklenitvi sporazuma so Osmani ponovno napadli. Smederevo in Beograd, ki sta bila glavna cilja napada, sta se uspešno upirala, podeželje pa je bilo povsem opustošeno. Despot Đurađ Branković je 24. decembra 1456 umrl.

### Lazar Branković
Despota Đurađa Brankovića je nasledil Lazar Branković, edini Đurađev sin, ki ga Osmani niso oslepili. Novi despot se je zavedal, da je Srbija prešibka, bi se obranila novega osmanskega napada. S sultanom Mehmedom II. je 15. januarja 1457 uspel skleniti sporazum, po katerem je dobil večino očetovih posesti in obljubo, da Osmani do Lazarjeve smrti ne bodo vdirali v Srbijo. Lazar mu je moral v zameno plačevati znižan davek, ker ni več posedoval rudnikov srebra v Novem Brdu.  Po začasni odpravi grožnje na južni meji Srbije se je začel vmešavati v ogrske notranje spore. Postavil se je na stran kralja Ladislava Posmrtnega in leta 1457 osvojil Kovin na levem bregu Donave.
Takoj po smrti matere Jerine 3. maja 1457 se je začela mlada generacija Brankovićev prepirati za nasledstvo. Slepi Grgur Branković je zahteval pravice za svojega nezakonskega sina Vuka in skupaj s sestro Maro in njenim možem Tomažem Kantakuzenom pobegnil v Osmansko cesarstvo. Lazarjev slepi brat Stefan Branković je ostal na njegovi strani. Lazar Branković je 20. januarja 1457 nenadoma umrl.

### Triumvirat in Stefan Branković
Despot Lazar Branković ni imel sinov, zato se je po njegovi smrti ustanovilo tričlansko regentstvo. V njem je bil Lazarjev brat Stefan Branković, Lazarjeva vdova Helena Paleologina in veliki vojvoda Mihailo Anđelović. Mihajlo Anđelović, katerega brat je bil osmanski veliki vezir Mahmud-paša Anđelović, je začel z bratovo pomočjo spletkariti proti Stefanu in Heleni. Marca 1457 je v Smederevo pripeljal manjši oddelek osmanskih vojakov, da bi okrepil svoj položaj v despotiji. Vojaki so na smederevsko obzidje nepričakovano obesili osmanski zastavo in začeli streljati v sultanovem imenu. Ogorčeni meščani Smedereva so se 31. marca Anđeloviću uprli, ga aretirali in zajeli ali pobili večino osmanskih vojakov. Oblast v Smederevu in despotiji sta prevzela Stefan Branković, ki se je razglasil za despota, in Helena Paleologina.
V kaosu po Lazarjevi smrti in razpadu začasnega triumvirata je srbske posesti zahodno od Drine napadel bosanski kralj Stefan Tomaš in jih večinoma osvojil. Pod srbsko oblastjo je ostal samo Teočak.  Večino Lazarjevim mest severno od Donave je zasegel Mihail Silagyi.
Takoj po Anđelovičevem poskusu državnega udara so Osmani začeli nov pohod v Srbijo. Čeprav do leta 1459 niso osvojili veliko srbskega ozemlja, je pohod pomenil začetek konca Srbske despotije. Stefan Branković je vladal do 8. aprila 1459, ko so ga odstavili v zaroti Helene Paleologine in kralja Stefana Tomaša. Kot srbski despot je nekaj časa vladal Tomašev sin Stjepan Tomašević.

### Stjepan Tomašević in padec despotije
Stjepan Tomašević je med svojim vladanjem izgubil dve državi: leta 1459 Srbijo in leta 1463 Bosno. Njegovo imenovanje za despota je v Srbiji naletelo na zelo negativen odziv, vendar je imel trdno podporo svojega očeta, bosanskega kralja Stjepana Tomaša. Srbija se je do takrat srčila na ozek pas ozemlja ob Donavi. Sultan Mehmed II. se je odločil okončno osvojiti Srbijo in je sam prišel v Smederevo. Novi despot ga ni niti poskušal braniti. Po pogajanjih so Bosancem dovolili odhod iz mesta, Srbija pa je 20. junija 1459 uradno prišla pod osmansko oblast.

### Despotija v izgnanstvu
Leta 1404 je ogrski kralj Sigismund prepustil despotu Stefanu Lazareviću v upravljanje dele Srema, Banata in Bačke, ki jih je po njegovi smrti nasledil Đurađ Branković. Po osmanski zasedbi Srbske despotije leta 1459 so ogrski kralji obnovili pravico despotov iz družine Brankovič v izgnanstvu do Stefanovih posesti. Pravica je kasneje prešla na Grabarske Berislaviće. Slednji so do osmanske zasedbe vladali v večini Srema, ki je bil uradno še vedno v posesti ogrske krone. Sedež despotov je bil Kupinik (sedanje Kupinovo). Despoti v izgnanstvu so bili: Vuk Grgurević-Branković (1471–1485), Đorđe Branković (1486–1496), Jovan Branković(1496–1502), Ivaniš Berislavić (1504–1514), Stjepan Berislavić (1520–1535), Radič Božić (1527-1528) in Pavle Bakić (1537). Stevan Berislavić se je po osmanski zasedbi Kupinika leta 1522 umaknil v Slavonijo.

## Državna uprava
V Srbski despotiji je bilo več plemiških položajev s pomembnimi vlogami in dolžnostmi v centralni državni upravi. Podrejeni so bili despotu kot monarhu in najvišji državni avtoriteti.
- Veliki logotet: naslov je izviral iz Bizantinskega cesarstva in bil prilagojen potrebam v starem Srbskemu kraljestvu in nato v despotiji. Veliki logotet je bil načelnik državne pisarne, odgovoren za delovanje državne uprave. Bil je tudi edina oseba, ki je imel, razen despota in patriarha, nekaj sodne oblasti v cerkvenih zadevah.[19] Veliki logoteti so bili:
  - Luka
  - Bogdan
  - Voihna
  - Manojlo
  - Bogdan
  - Todor
  - Stefan Ratković (1457–1459)

- Veliki vojvoda je bil drugi najvišji vojaški poveljnik v državi. Podrejen je bil despotu in je imel nekaj več moči in ugleda kot vojvoda.[20]  Veliki vojvode so bili:
  - Radoslav Mihaljević
  - Dmitar Krajković
  - Mihajlo Anđelović (1456–1458)
  - Marko Altomanović

- Veliki čelnik je imel široka pooblastila v sodnih in civilnih zadevah. Izvrševal je despotove odloke in predstavljal despota na primer v ozemeljskih sporih med posestniki.[21] Naslov veliki čelnik je približno ustrezal naslovu comes palatinus v Zahodni Evropi. Veliki čelniki so bili:
  - Vuk Kuvet
  - Hrebeljan
  - Radič (1428–1433)
  - Mihailo Anđelović (okoli 1445)
  - Đurađ Golemović

- Protovestijar je izviral iz bizantinskega dvornega naslova protovestiarij in bil prilagojen srbskim potrebam.  Protovestijar je bil zadolžen za državne finance, vključno z dohodni in izdatki in fiskalno politiko. Po padcu in obnovi despotije l. 1444 je bil položaj ukinjen. Njegovo vlogo je prevzel zakladnik (srbsko rizničar ali čelnik riznički).[22] Zakladnik je bil pred tem odgovoren samo za despotove osebne finance.[23] Protovestijarji so bili:
  - Ivan (okoli 1402)
  - Bogdan (1407–1413)
  - Nikola Rodop (1435)
  - Paskoje Sorkočević (po 1444)
  - Radoslav (po 1444)

## Teritorialna organizacija
Despot Stefan Lazarević je leta 1410 uvedel reformo državne uprave in razdelil ozemlje despotije na okrožja, imenovana vlast. Vsaka vlast je imela svojega vojvodo, ki ga je imenoval despot.  Reforma je bila potrebna zaradi stalne grožnje osmanske invazije. Vojvode so imeli v svojih okrožjih pooblastila tako v vojaških kot civilnih zadevah.  Takšna teritorialna organizacije se je obdržala do padca despotije.
Ohranili so se dokumenti o vlastih Smederevo, Novo Brdo, Nekudim, Ostrovica, Golubac, Borač, Petrus, Lepenica, Kruševac in Ždrelo. Zahodno od Drine so bile štiri vlasti: Teočak, Tišnica, Zvonik in Srebrnica. Po vključitvi Zete v Srbsko despotijo leta 1421 se je Zeta organizirala kot ena vlast.  Sedež njenega vojvode je bil Bar, zatem Podgorica (1444) in nazadnje Medun. Podatki o celotnem številu vlasti in njihovem ozemlju se niso ohranili.

## Vladarji Srbske despotije
| Slika                                           | Ime                     | Komentar                                                                       | Vladanje                           |
| ----------------------------------------------- | ----------------------- | ------------------------------------------------------------------------------ | ---------------------------------- |
|                                                 | Stefan Lazarević        | Dinastija Lazarević; sin Lazarja Hrebeljanovića in kneginje Milice             | avgust 1402-19. julij 1427         |
|                                                 | Đurađ Branković         | Dinastija Branković; sin Vuka Brankovića in Mare                               | 19. julij 1427-18. avgust 1439     |
|                                                 | Grgur Branković         | Sovladar Đurađa Brankovića                                                     | maj 1439-18. avgust 1439           |
|                                                 | Tomaž Kantakuzen        | Sovladar Đurađa Brankovića                                                     | maj 1439-18. avgust 1439           |
|                                                 | Išak Beg                | Osmanski guverner                                                              | 1439-1443                          |
|                                                 | Isa Beg                 | Osmanski guverner                                                              | 1443-12. junij 1444                |
|                                                 | Đurađ Branković         | Ponovno                                                                        | 12. junij 1444-14. december 1456   |
|                                                 | Lazar Branković         | Dinastija Branković; sin Đurađa Brankovića in Jerine                           | 24. december 1456-19. januar 1458  |
|                                                 | Mihajlo Anđelović       | Sovladar                                                                       | 19. januar 1458- marec 1458        |
|                                                 | Jelena Palelogina       | Sovladarka                                                                     | 19. januar 1458- marec 1458        |
|                                                 | Stefan Branković        | Dinastija Branković; sin Đurađa Brankovića in Jerine                           | 19. januar 1458-21. marec 1459     |
|                                                 | Stjepan Tomašević       | Dinastija Kotromanić; sin Stefana Tomaša in VojačeSin Stefana Tomaša in Vojače | 21. marec 1459-20. junij 1459      |
|                                                 | Jelena Palelogina       | Sovladarka                                                                     | 19. januar 1458- marec 1458        |
| Naslovni vladarji Srbske despotije v izgnanstvu |                         |                                                                                |                                    |
|                                                 | Vuk Grgurević Branković | Dinastija Branković                                                            | 1471-16. april 1459                |
|                                                 | Đorđe Branković         | Dinastija Branković                                                            | februar 1486-julij 1497            |
|                                                 | Jovan Branković         | Dinastija Branković                                                            | 1492-10. december 1502             |
|                                                 | Jelena Jakšić           | Jovanova vdova iz plemiške družine Jakšić                                      | 10. ddecember 1502-1503            |
|                                                 | Ivaniš Berislavić       | Berislavići Grabarski                                                          | 1503-januar 1514                   |
|                                                 | Stefan Berislavić       | Berislavići Grabarski                                                          | januar 1514-1536                   |
|                                                 | Jelena Jakšić           | Drugič, kot regentka mladoletnega sina Stefana                                 | januar 1514-1522                   |
|                                                 | Radič Božić             | Plemiška družina Božić                                                         | 29. junij 1527-september 1528      |
|                                                 | Pavle Bakić             | Plemiška družina Bakić                                                         | 20. september 1537-9. oktober 1537 |